# Филлипс, Чарльз Джеймс
Чарльз Джеймс Филлипс (англ. Charles James Phillips; 15 мая 1863 — 2 июня 1940) — филателист, высоко ценимый как в Англии, где он начал свою филателистическую карьеру, так и в США, куда он эмигрировал в 1922 году.

## Биография
Чарльз Филлипс окончил школу Короля Эдварда в Бирмингеме и получил специальность бухгалтера. Филлипс устроился на работу в Пробирную палату Бирмингема, во время работы в которой занялся торговлей почтовыми марками и стал филателистическим дилером в Эдгбастоне (ныне пригород Бирмингема) в 1885 году.

## Вклад в филателию

### Английский период
В 1886 году Чарльз Филлипс учредил Общество филателистов Бирмингема (Birmingham Philatelic Society). Тогда же он издавал в Эдгбастоне журнал «The Stamp Advertiser and Auction Record», позднее ставший «Stanley Gibbons Monthly Journal» после приобретения им контрольного пакета акций этой компании. Он приобрёл компанию «Стэнли Гиббонс и Ко.» в 1890 году за 25 тысяч фунтов стерлингов. Она вначале была предложена Теодору Булю за 20 тысяч фунтов стерлингов. Филлипс написал множество филателистических статей, в том числе опубликованных в печатных изданиях «The Gibbons Monthly Journal» («Гиббонс Мансли Джорнэл»), «The Stamp Advertiser and Auction Record» («Стэмп Адвертайзер энд Окшн Рекорд») и «Gibbons Stamp Weekly» («Гиббонс Стэмп Уикли»), куда он писал статьи о различных коллекциях, которые сам помогал создавать или продавать. В конечном итоге после многих изменений корпоративный журнал компании «Гиббонс» стал журналом «Gibbons Stamp Monthly» («Гиббонс Стэмп Мансли»).

### Нью-йоркский период
В 1922 году Филлипс продал компанию «Стэнли Гиббонс» и эмигрировал в США, обосновавшись в Нью-Йорке. Там он продолжил заниматься продажей марок для оказания помощи коллекционерам в формировании уникальных коллекций. Во время Великой депрессии в 1933 году он помог организовать продажу коллекции редких и классических почтовых марок США и Конфедеративных Штатов Америки Артура Хинда, и, несмотря на опасения наблюдателей, что продажи будут идти плохо, продажа коллекции на самом деле принесла результаты, которые намного превзошли все ожидания.

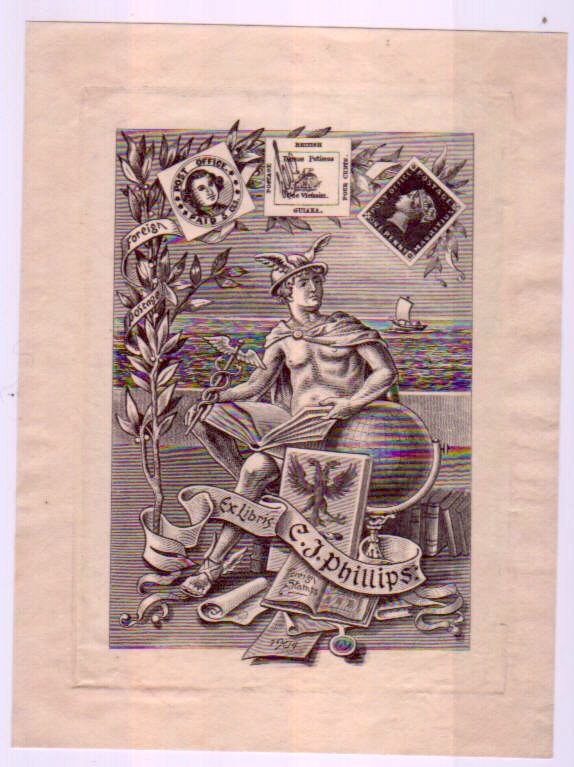
Экслибрис Ч. Дж. Филлипса

## Почётные звания и награды
Филлипс был одним из первоначальных подписантов «Списка выдающихся филателистов» в 1921 году.
В Нью-Йорке он был удостоен почётной награды Клуба коллекционеров Нью-Йорка в 1939 году за свою деятельность на благо филателии. В 1941 году он был номинирован на внесение в первоначальный список Зала славы Американского филателистического общества.

## Избранные труды
Чарльз Филлипс был автором множества статей о коллекционировании почтовых марок, особенно в печатных изданиях «Stamps» («Стэмпс» — «Марки») и «Philatelic Classics» («Филателик Классикс» — «Филателистическая классика»), который был его собственным журналом. Многие из этих статей были посвящены известным членам филателистического сообщества и носят исторический характер.
Филлипс также написал и опубликовал ряд книг о филателии, в том числе:
- «The Duveen Collection of Rare Old Postage Stamps: a Brief Description of Some of the Rarities of this Famous Collection» («Коллекция Дювина редких старых почтовых марок: краткое описание некоторых раритетов этой знаменитой коллекции»), изданную в 1922 году;
- «Denmark 1851—1899: Detailed, Descriptive, Priced Catalogue of the Early Issues, Together with Lists and Prices of the Numeral Cancellations» («Дания (1851—1899): подробный описательный каталог ранних выпусков с ценами, вместе со списками и ценами номерных почтовых штемпелей»), опубликованную в 1925 году.

В 1936 году в свет появилась книга Ч. Дж. Филлипса для рядовых филателистов под названием «Stamp Collecting: The King of Hobbies and the Hobby of Kings» («Коллекционирование почтовых марок: король хобби и хобби королей»), благодаря которой, вероятнее всего, его и помнят сегодня.